# Liste des œuvres apocryphes de Vivaldi
Le catalogue Ryom est le catalogue le plus récent et le plus complet de l'œuvre d'Antonio Vivaldi (1678-1741), établi par le musicologue danois Peter Ryom et publié en 1973. 
Ce catalogue est systématiquement utilisé par les éditeurs de partitions et l'industrie du disque. 
À chaque œuvre de Vivaldi on associe un numéro précédé de RV ou R. 

## Sommaire
| 1. Musique instrumentale (RV 1-585) 2. Musique vocale (RV 586 sqq) 3. Annexe (œuvres apocryphes) |

Une colonne est réservée pour les références dans les classifications Pincherle (colonne P), Fanna (colonne F), Ricardi (colonne RC), Rinaldi (colonne RN), IMSLP-Catalogue (colonne IAV) et la classe Ryom (colonne C).
| Anhalt                       | Op.         | Désignation | Notes |
| ---------------------------- | ----------- | --- | --- |
| Anh 1                        |             | Sonata da camera in la maggiore per violoncello e basso continuo / Sonata de chambre, en la majeur pour violoncelle et basse continue | - Attribution à Vivaldi erronée - Auteur anonyme |
| Anh 2                        |             | Concerto (o Sinfonia) in do maggiore per archi e basso continuo / Concerto (ou Sinfonia) en do majeur, pour cordes et basse continue | - Attribué à Giovanni Battista Sammartini ou, selon les sources, à Pietro Antonio Locatelli ou Anton Wilhelm Solnitz |
| Anh 3                        |             | Concerto in re minore per archi e basso continuo / Concerto en ré mineur, pour cordes et basse continue | - Auteur anonyme |
| Anh 4                        |             | Sinfonia in sol maggiore per archi e basso continuo / Sinfonia en sol majeur, pour cordes et basse continue | Attribution erronée (Vivaldi noté sur le Manuscrit) - Sinfonia attribuée à Johann Adolf Hasse |
| Anh 5                        |             | Sonata in la maggiore per archi e basso continuo / Sonate en la majeur, pour cordes et basse continue | - Attribuée à Giovanni Battista Sammartini |
| Anh 6                        |             | Sinfonia in la maggiore per archi e basso continu / Sinfonia en la majeur, pour cordes et basse continue | - Œuvre d'Antonio Brioschi |
| Anh 7                        |             | Concerto in do maggiore per violino, archi e basso continuo / Concerto en do majeur, pour violon, cordes et basse continue | - Attribution erronée (Vivaldi noté sur le Manuscrit) - Œuvre de Tomaso Albinoni |
| Anh 8                        |             | Concerto in re maggiore per violino, archi e basso continuo / Concerto en ré majeur, pour violon, cordes et basse continue | - Attribution douteuse (Vivaldi noté sur un premier Manuscrit perdu) - Œuvre de František Jiránek, Concerto Jk Ap.1, retrouvée en 2014 |
| Anh 9                        |             | Concerto in re maggiore per violino, archi e basso continuo / Concerto en ré majeur, pour violon, cordes et basse continue | - Attribution erronée (Sans nom dans le Manuscrit, Vivaldi supposé) - Attribué à Francesco Maria Veracini |
| (Anh 10) RV 813              |             | Concerto in re minore per violino, archi e basso continuo / Concerto en ré mineur, pour violon, cordes et basse continue → RV 813 | - Attribution à Giuseppe Torelli erronée. - A nouveau considérée comme une œuvre de Vivaldi |
| Anh 11                       |             | Concerto in mi minore per violino, archi e basso continuo / Concerto en mi mineur, pour violon, cordes et basse continue | Attribution erronée (Vivaldi noté sur le Manuscrit) - Œuvre de Jean-Ernest de Saxe-Weimar, Concerto No.3 |
| Anh 12                       |             | Concerto in sol maggiore per violino, archi e basso continuo / Concerto en sol majeur, pour violon, cordes et basse continue | Attribution erronée (Vivaldi noté sur le Manuscrit) - Œuvre de Jean-Ernest de Saxe-Weimar, Concerto No.8 |
| Anh 13                       |             | Concerto in la maggiore per violino, archi e basso continuo / Concerto en la majeur, pour violon, cordes et basse continue | - Œuvre de Giovanni Battista Somis ou peut-être de son frère Giovanni Lorenzo Somis |
| Anh 14                       |             | Concerto in la maggiore per violino, archi e basso continuo / Concerto en la majeur, pour violon, cordes et basse continue | - Attribué à Francesco Maria Veracini - Le second mouvement a été utilisé, probablement par Vivaldi, pour le Concerto Il rosignuolo RV 335a.II |
| Anh 15                       |             | Concerto in la minore per violino, archi e basso continuo / Concerto en la mineur, pour violon, cordes et basse continue | Attribution erronée (Sans nom dans le Manuscrit, Vivaldi supposé) - Auteur anonyme |
| Anh 16                       |             | Concerto in re minore per oboe, archi e basso continuo / Concerto, en ré mineur, pour hautbois, cordes et basse continue | - Attribution erronée - Œuvre d'Alessandro Marcello, Concerto S.Z799 |
| Anh 17                       |             | Concerto in sol minore per violino, oboe, archi e basso continuo / Concerto en sol mineur, pour violon, hautbois, cordes et basse continue | Attribution erronée (Vivaldi noté sur le Manuscrit) - Œuvre probable de Georg Philipp Telemann, Concerto TWV 52:c1 - Réduction pour orgue par Johann Gottfried Walther, Concerto TWV Anh 33:2 |
| Anh 18                       |             | Concerto in si bemolle maggiore per violino, oboe, archi, basso ripieno e continuo / Concerto en si bémol majeur, pour violon, hautbois, cordes et basse continue | Auteur anonyme - Le premier mouvement est une reprise de celui des Concerti RV 364.I et RV 364a.I, composés par Vivaldi |
| Anh 19                       |             | Raccolta di concerti o sonate provenienti da diversi autori / Recueil de Concertos ou Sonates provenant de différents auteurs | - Attribution douteuse - Recueil de Sonates de différents auteurs dont Giuseppe Torelli et probablement Bartolomeo Bernardi |
| Anh 19a                      |             | Sonata in re maggiore per tre violini, tromba e basso continuo / Sonate en ré majeur, pour trois violons, trompette et basse continue | - Attribution erronée - Auteur inconnu |
| Anh 19b                      |             | Sonata in do maggiore per due violini, violino, viola e basso continuo / Sonate en do majeur, pour deux violons, violon, alto et basse continue | - Attribution erronée - Auteur inconnu |
| Anh 19c                      |             | Sonata in la maggiore per due violini, viola e basso continuo / Sonate en la majeur, pour deux violons, alto et basse continue | - Attribution erronée - Auteur inconnu |
| Anh 19d                      |             | Sonata in do maggiore per quattro violini, viola e basso continuo / Sonate en ré majeur, pour quatre violons, alto et basse continue | - Attribution erronée - Auteur inconnu |
| Anh 19e                      |             | Sonata in la maggiore per quattro violini, viola e basso continuo / Sonate en la majeur, pour quatre violons, alto et basse continue | - Attribution erronée - Auteur inconnu |
| Anh 19f                      |             | Sonata per due violini, tromba, viola e basso continuo / Sonate en ré majeur, pour deux violons, trompette, alto et basse continue | - Attribuée à Giuseppe Torelli |
| Anh 19g                      |             | Sonata in fa maggiore per due violini, viola e basso continuo / Sonate en fa majeur, pour deux violons, alto et basse continue | - Attribution erronée - Auteur inconnu |
| Anh 19h                      |             | Sonata in mi minore per tre violini e basso continuo / Sonate en mi mineur, pour trois violons et basse continue | - Attribution erronée - Auteur inconnu |
| Anh 19i                      |             | Sonata in re maggiore per due violini, viola e basso continuo / Sonate en ré majeur, pour deux violons, alto et basse continue | - Attribution erronée - Auteur inconnu |
| Anh 19j                      |             | Sonata in fa maggiore per due violini, viola e basso continuo / Sonate en fa majeur, pour deux violons, alto et basse continue | - Attribution erronée - Auteur inconnu |
| Anh 19k                      |             | Sonata in do maggiore per due violini, viola e basso continuo / Sonate en do majeur, pour deux violons, alto et basse continue | - Attribution erronée - Auteur inconnu |
| Anh 19l                      |             | Sonata in mi maggiore per due violini e basso continuo / Sonate en mi majeur, pour deux violons et basse continue | - Attribution erronée - Auteur inconnu |
| Anh 19m                      |             | Sonata in re maggiore per due violini e basso continuo / Sonate en ré majeur, pour deux violons et basse continue | - Attribution erronée - Auteur inconnu |
| Anh 19n                      |             | Sonata in re minore per due violini e basso continuo / Sonate en ré mineur, pour deux violons et basse continue | - Attribution erronée - Auteur inconnu |
| Anh 20                       |             | « Kyrie » Kyrie in la minore per due cori misti, archi e basso continuo / Kyrie en la mineur, pour deux chœurs mixtes, cordes et basse continue | - Auteur anonyme |
| Anh 21                       |             | « Kyrie » Kyrie in fa maggiore / Kyrie en fa majeur | - Auteur anonyme |
| Anh 22                       |             | « Gloria » Gloria in do maggiore / Gloria en do majeur | - Auteur anonyme |
| Anh 22a                      |             | « Domine Deus Agnus Dei » Gloria / Gloria | - Auteur anonyme |
| Anh 23                       |             | « Gloria » Gloria in re maggiore per due cori / Gloria en ré majeur, pour deux chœurs | - Attribué à Giovanni Maria Ruggieri - Pour les mouvements 1 et 11, • cf. Gloria RV 589 emprunt et adaptation par Vivaldi des mouvements 1 et 12 - Pour les mouvements 2, 8 et 11, • cf. Gloria RV 588, emprunt et adaptation par Vivaldi des mouvements 4, 10 et 13 |
| Anh 24                       |             | « Gloria » Gloria in sol maggiore / Gloria en sol majeur | - Attribué à Giovanni Maria Ruggieri |
| Anh 25                       |             | « Domine ad adjuvandum me » (Salmo 69) Salmo in fa maggiore / Psaume en fa majeur | - Auteur anonyme |
| Anh 26                       |             | « Qui habitat in ajutorio » (Salmo 90) Salmo in fa maggiore / Psaume en fa majeur | - Auteur anonyme |
| Anh 27                       |             | « Dixit Dominus » (Salmo 109) Salmo in do maggiore / Psaume en do majeur | - Auteur anonyme |
| Anh 28                       |             | « Beatus vir » (Salmo 111) Salmo in la maggiore / Psaume en la majeur | - Auteur anonyme |
| Anh 29                       |             | « Laudate pueri Dominum » (Salmo 112) Salmo in re maggiore / Psaume en ré majeur | - Auteur anonyme |
| Anh 30                       |             | « Laudate pueri Dominum » (Salmo 112) Salmo in la minore per soprano, archi e basso continuo / Psaume en la mineur, pour soprano, cordes et basse continue | - Auteur anonyme, probablement vénitien |
| Anh 31                       |             | « Lætatus sum » (Salmo 121) Salmo in la maggiore per soprano, archi e basso continuo / Psaume en la majeur, pour soprano, cordes et basse continue | - Auteur anonyme - Composition autrefois attribuée à Vivaldi âgé de treize ans (hautement improbable) |
| Anh 32                       |             | « Nisi Dominus » (Salmo 126) Salmo in la maggiore per coro misto, archi e basso continuo / Psaume en la majeur, pour chœur mixte, cordes et basse continue | - Auteur anonyme |
| Anh 33                       |             | « Nisi Dominus » (Salmo 126) Salmo in fa maggiore per soprano, alto, basso, archi et basso continuo / Psaume en fa majeur, pour soprano, contralto, basse, cordes et basse continue | - Auteur anonyme |
| Anh 34                       |             | « Nisi Dominus » (Salmo 126) Salmo in sol maggiore per soprano, archi e basso continuo / Psaume en sol majeur, pour soprano, cordes et basse continue | - Auteur anonyme - Attribution erronée selon Piero Damilano |
| Anh 35                       |             | « Lauda Jerusalem » (Salmo 147) Salmo in do maggiore per soprano, alto, due tenori, basso e basso continuo / Psaume en do majeur, pour soprano, contralto, deux ténors, basse et basse continue | - Auteur anonyme - La musique a été utilisée par Vivaldi pour le Credidi propter quod RV 605 ex RV Anh 35b, de 1735 |
| Anh 35a                      |             | « Lauda Jerusalem » (Salmo 147) Salmo in do maggiore per soprano, alto, due tenori, basso, archi e basso continuo / Psaume en do majeur, pour soprano, contralto, deux ténors, basse, cordes et basse continue | - Auteur anonyme - Autrefois attribué à Baldassare Galuppi par le copiste Iseppo Baldan puis à Vivaldi - Identifié en 2006 comme ayant inspiré Vivaldi pour son Credidi propter quod RV 605 ex RV Anh 35b, de 1735 |
| (Anh 35b) RV 605             |             | « Credidi propter quod » (Salmo 115) Salmo in do maggiore per coro misto, archi e basso continuo / Psaume en do majeur, pour chœur mixte, cordes et basse continue → RV 605 | - Réduction des Lauda Jerusalem RV Anh 35 et RV Anh 35a d'auteurs inconnus - L'œuvre a été rejetée du catalogue en 2007 et réattribuée à Vivaldi depuis |
| Anh 36                       |             | « Ad te levavi » Offertorio in la minore per coro misto e basso continuo / Offertoire en la mineur, pour chœur mixte et basse continue | - Introït grégorien attribué à Giuseppe Antonio Bernabei |
| Anh 37                       |             | « Confessio et pulchritudo » (per la festa di San Lorenzo) Introito in do maggiore per basso, coro misto e basso continuo / Introït en do majeur, pour basse, chœur mixte et basse continue | - Auteur anonyme, toujours celui du manuscrit, probablement vénitien et proche de Giovanni Battista Vivaldi - Introït grégorien pour la Fête de Saint-Laurent, le 10 août |
| Anh 38                       |             | « Te Deum laudamus » Inno in re maggiore per soprano, alto, coro misto, archi e basso continuo / Hymne en ré majeur, pour soprano, contralto, chœur mixte, cordes et basse continue | - Auteur anonyme - A pu être confondu avec le Te Deum perdu RV 622 de 1727 - Coro 1, ajout de deux trompettes - Aria 2, pour Soprano solo et ajout d'un hautbois - Coro 4, sans les cordes - Duetto 6, sans les cordes, avec ajout de deux hautbois |
| Anh 39                       |             | « The alchemist » Opera lirica (Schauspiel) in tre atti / Opera lyrique (Comédie) en trois actes | - Schauspiel et œuvre collective, avec la musique de Georg Friedrich Haendel et l'annonce d'emprunts à Vivaldi (?), Arcangelo Corelli et Francesco Geminiani - Libretto de Ben Jonson de 1610 - Première à Londres, au Theatre Royal, Drury Lane, le 7 mars 1732 - Neuf mouvements de Haendel avaient déjà été publiés et joués en 1710 - Reprise de l'opéra sur le même Livret par Haendel le 20 décembre 1733, cf. HWV 43 |
| Anh 51                       |             | « L’odio vinto dalla costanza » (La costanza trionfante, v6) Dramma (Pasticcio) per musica in tre atti / Opera seria (pastiche) en trois actes d'après le Libretto vénitien de 1731 | - Pour six solistes (ssa??t) - Opéra pastiche d'Antonio Galeozzi avec des airs de Vivaldi empruntés à la version A de La costanza trionfante RV 706A de 1716 - La musique est perdue, et celle des Arie aux textes inédits (nv) peut ne pas être de Vivaldi - Les Récitatifs, pour la plupart, conservent le texte du Libretto original et peut-être l'accompagnement musical de la version A? - Libretto d'Antonio Marchi révisé par Bartolomeo Vitturi - Avec un intermède écrit par Antonio Mauro - Première à Venise au Teatro Sant'Angelo, pour le carnaval de 1731 - L'Aria II.(vi) Perche lacerò il foglio a été reconstruit par Frédéric Delaméa e Ottavio Dantone - Voir les versions originales (V1) RV 706A de 1716, (V2) RV 706B de 1718, (V3) RV 706C de 1719, (V4) RV Anh 57 de 1719, (V5) RV 706D de 1725 et (V7) RV 706E de 1732 - Voir aussi le recyclage des Arie pour le pastiche La tirannia gastigata RV Anh 55 de 1726 |
| Anh 52 (perd.)               |             | « Orlando furioso » (Der rasende Orland) (V3?) Dramma (Pasticcio) per musica in tre atti / Opera seria (pastiche) en trois actes d'après les Librettos (L1) saxon et praguois de 1724 Sinfonia in do maggiore | - Opéra pastiche (V3/L1) d'Antonio Bioni avec la possible Collaboration de Vivaldi (?) - Pour six solistes (sssatt) - Libretto (L1) de Grazio Braccioli d'après Orlando furioso de L'Arioste - Les mouvements notés * ne sont présents que dans le premier Livret (uniquement en allemand) - Reprise de nombreux airs de Ristori et de Vivaldi provenant des versions (V1/L1) notés (A), et (V2/L1) notés (B). Les autres emprunts ou nouveaux airs sont notés (nv) - Les Récitatifs sont probablement (?) de nouvelles compositions de Bioni |
| Anh 55                       |             | « La tirannia gastigata (Die gestraffte Tyranney) » Dramma (Pasticcio) per musica in tre atti / Opera seria (pastiche) en trois actes d'après le Libretto tchèque de 1726 | - Pour sept solistes (s?aattt) - Opéra pastiche et projet collectif - Musique perdue, les Arie sont empruntés à La costanza trionfante de Vivaldi, alors que les Récitatifs sont de Giovanni Antonio Guerra - Libretto de Francesco Silvani dans La fortezza al cimento de 1699, révisé par Antonio Denzo - Première à Prague au Teatro del conte Sporck, pour le Carnaval, le 20 février 1726 |
| (Anh 56) RV 778 (inc.)       |             | « Tito Manlio » (V2) Dramma per musica (Pasticcio) in tre atti / Opera seria (pastiche) en trois actes → RV 778 | - Œuvre collective composée par Gaetano Boni (Acte I), Giovanni Giorgi (Acte II) et Antonio Vivaldi (Acte III) |
| Anh 57                       |             | « Tigranes, König von Armenien (Die Über Haß und Liebe siegende Beständigkeit) » (La costanza trionfante, V4) Opera teatrale (Pasticcio) in tre atti / Opera (pastiche) en trois actes d'après le Libretto hambourgeois de 1719 | - Quatrième version de l'opéra La costanza trionfante, réalisée sans Vivaldi - Pour sept solistes (?) - Opéra pastiche et projet collectif (ou d'auteur non identifié), reprenant des œuvres de Francesco Bartolomeo Conti et Antonio Vivaldi avec la collaboration de Francesco Gasparini et de Giuseppe Maria Orlandini - Musique perdue, mais l'opéra utilise en grande partie celle de La costanza trionfante version A, ainsi que quelques airs des versions (B) et (C). Des œuvres de Georg Caspar Schürmann semblent aussi avoir été recyclées - Opéra probablement bilingue. Les Récitatifs sont en allemand et les airs majoritairement en italien - Les trois Arie de Vivaldi conservés à Berlin sont des réductions pour voix et clavecin - Librettiste : Antonio Marchi, traduit en allemand par D. Gazal - Première à Hambourg au Hamburgischen Schau-Platz am Gänsemarkt, en mai 1719 - Voir les autres versions : (V1) RV 706A de 1716, (V2) RV 706B de 1718, (V3) RV 706C de 1719, (V5) RV 706D de 1725, (V6) RV Anh 51 de 1731 et (V7) RV 706E de 1732 - Voir aussi le recyclage des Arie pour le pastiche La tirannia gastigata RV Anh 55 de 1726 |
| Anh 59                       |             | Raccolte di 28 Arie di vari compositori, attribuite erroneamente a Vivaldi / Recueil de 28 airs de compositeurs anonymes, attribués par erreur à Vivaldi | \| |
| Anh 59.1                     |             | 1. Che m'ami ti prega Aria: | - Pastiche |
| Anh 59.2                     |             | 2. Con empia crudeltà Aria: | - Pastiche |
| Anh 59.3                     |             | 3. Di se senti Aria: | - Pastiche |
| Anh 59.4                     |             | 4. Già sede in calma Aria: | - Pastiche |
| Anh 59.5                     |             | 5. Per mia pace Aria: | - Pastiche |
| Anh 59.6                     |             | 6. Tuona a destra Aria: | - Pastiche |
| Anh 59.7                     |             | 7. Che quel cor quel ciglio Aria: | - Pastiche |
| Anh 59.8                     |             | 8. Dite degno non sarei Aria: | - Pastiche |
| Anh 59.9                     |             | 9. Pensa ad amare Aria: | - Pastiche |
| Anh 59.10                    |             | 10. Per far che risplenda Aria: | - Pastiche |
| Anh 59.11                    |             | 11. Saper bramate Aria: | - Pastiche |
| Anh 59.12                    |             | 12. Se in campo armato Aria: | - Pastiche |
| Anh 59.13                    |             | 13. Se l'amor tuo mi rendi Aria: | - Pastiche |
| Anh 59.14                    |             | 14. Fu di Rè comando allora Aria: | - Pastiche |
| Anh 59.15                    |             | « Ad corda reclina » (Concertus italicus) Aria in fa maggiore per contralto, archi e basso continuo / Aria en fa majeur, pour contralto, cordes et basse continue 15. Ad corda reclina sis pax inquilina Aria: [Allegro] | - Auteur inconnu, ex RV 648 - Pastiche de Vedrai nel volto du dramme musical Arsilda regina di Ponto RV 700.II.8 de 1716 • cf. Tito Manlio RV 738.III.(vi) de 1719, (Non basta al labbro) • cf. La virtù trionfante dell'amore e dell'odio vero il Tigrane RV 740.II.(vi) de 1724, (Oh quante lacrime) |
| Anh 59.16                    |             | 16. Agitato da più venti Aria: | - Pastiche |
| Anh 59.17                    |             | 17. Ah quis à te me sperabit? Aria: | - Pastiche |
| Anh 59.18                    |             | 18. Già si sa ch'un empio sei Aria: | - Pastiche |
| Anh 59.19                    |             | « Ihr Himmel nun » (Concertus italicus) Aria in mi maggiore per contralto, violino, archi e basso continuo / Aria en mi majeur, pour contralto, violon solo, cordes et basse continue 19. Ihr Himmel nun Aria: [Allegro] | - Auteur inconnu, ex RV 646 - Pastiche de Son come farfalletta du dramme musical Arsilda regina di Ponto RV 700.II.12 de 1716 |
| Anh 59.20                    |             | 20. Io ritorno a rivederti Aria: | - Pastiche |
| Anh 59.21                    |             | 21. La fatal sentenza Aria: | - Manuscrits *** Paris (Bibliothèque Nationale de France), Recueil d'airs italiens du XVIIIe siècle, No.8 - Pastiche |
| Anh 59.22                    |             | 22. Mente stragio Aria: | - Pastiche |
| Anh 59.23                    |             | « Nato pastor pro me melos / Eja voces plausum date » (Arie de Sanctis) Aria in mi♭ maggiore per basso, archi e basso continuo / Aria en mi bémol majeur, pour basse, cordes et basse continue 23a. Nato pastor pro me melos Aria: ou Aria in re♭ maggiore per basso, archi e basso continuo / Aria en ré bémol majeur, pour basse, cordes et basse continue 23b. Eja voces plausum date Aria: | - Auteur inconnu, ex RV 647 - Existe en deux versions (dans le même Manuscrit) avec textes et tonalités différents - Pastiche de Benché nasconda la serpe in seno du dramme musical Orlando (furioso) RV 728.II.(ii) de 1727, (Benche nasconda) - Cf. Concerto RV 217.I • cf. L'Atenaide RV 702B.I.(vi) de 1731, (Imeneo più chiare, e belle) • cf. Catone RV Anh 80 • cf. Ipermestra de 1731 à Prague RV Anh 127a.22 d'Antonio Costantini |
| Anh 59.24                    |             | 24. Non val con siglio ed arte Aria: | - Pastiche |
| Anh 59.25                    |             | 25. Ritorna a lusingarmi Aria: A tempo giusto (la maggiore) | - Aria pastiche pour Contralto de Giuseppe Maria Orlandini extrait de La Merope de 1717 à Bologne, Aria II.(iii) • cf. Artabano, re dè Parti RV 706C.I.(xiv) de 1719, (Ritorni a lusingarmi) • cf. Griselda RV 718.I.(vii) de 1735, (id.) • cf. Il Teuzzone RV 736.II.(xvii) de 1718, (id.) • cf. Didone abbandonata de 1737 à Londres, RV Anh 67 (id.) de Georg Friedrich Haendel, Libretto de Pietro Metastasio |
| Anh 59.26                    |             | 26. Tu solo sei la mia speranza Aria: | - Pastiche |
| Anh 59.27                    |             | 27. Vibro il ferro e pur non sò Aria: | - Pastiche |
| Anh 59.28                    |             | 28. Tortorella innamorata Aria: | - Pastiche |
| Anh 64 (RV 272)              |             | Concerto in mi minore per flauto traversiere, archi e basso continuo / Concerto en mi mineur, pour flûte traversière, cordes et basse continue | Attribution erronée - Concerto probablement composé par Johann Adolf Hasse ou peut être par Angelo Maria Scaccia - Pour la version pour violon, cf. Concerto RV Anh 64a avec un second mouvement différent |
| Anh 64a (RV 272)             |             | Concerto in mi minore per violino, archi e basso continuo / Concerto en mi mineur, pour violon, cordes et basse continue | Version pour violon du Concerto pour flûte traversière RV Anh 64 avec les mêmes premier et dernier mouvements - L'auteur du deuxième mouvement est inconnu |
| Anh 65 (RV 338)              |             | Concerto in la maggiore per violino, archi e basso continuo / Concerto en la majeur, pour violon, cordes et basse continue | - Recueil (1717) Amsterdam (Catalogue Le Cène, No.448) - Londres (1730) (Catalogue Walsh, No.454) - Manuscrit (1700-1749) Lund (Universitetsbibliotek) - Attribution erronée (Sans nom dans le Manuscrit, Vivaldi supposé) - Œuvre de Joseph Meck (de) |
| (Anh 66) RV 801              |             | Sonata a quattro per flauto traversiere (o oboe o violino), oboe (o violino), fagotto (o violoncello) e basso continuo / Sonate en do majeur, pour plusieurs instruments et basse continue → RV 801 | - Anciennement RV Anh 66, réattribué à Vivaldi au début des années 2000 par Federico Maria Sardelli |
| Anh 67 (perd.)               |             | « Didone abbandonata » Dramma per musica (Pasticcio) in tre atti / Opera seria (pastiche) en trois actes | - Livret 1737 Londres (The British Library) - Titre : Didone abandonata. Drama da rappresentarsi nel Regio Teatro di Covent-Garde - Nouvel arrangement de l'opéra de 1726 de Leonardo Vinci par Georg Friedrich Haendel - Libretto de Pietro Metastasio |
| Anh 68 (RV 148)              |             | Sinfonia in sol maggiore per (flauto), archi e basso continuo / Sinfonia en sol majeur, pour cordes et basse continue | - Attribuée à Domenico Gallo d'après le Manuscrit viennois Variante avec flûte (Dresde) : - RV 148* - pour flûte traversière, cordes et basse continue - ajout probable de Johann Georg Pisendel, d'autres parties pour vents auraient pu être perdues |
| Anh 70 (RV 144)              |             | Introduzione (o Sinfonia) in sol maggiore per archi e basso continuo / Introduction (ou Sinfonia) en sol majeur, pour cordes et basse continue | Attribution erronée (Vivaldi noté sur le Manuscrit) - Œuvre de Giuseppe Tartini, Sonata G.31*, respectivement les mouvements II, I & IV |
| (Anh 72) RV 818 (inc.)       |             | Concerto in re maggiore per violino, archi e basso continuo / Concerto en ré majeur, pour violon, cordes et basse continue → RV 818 | - A nouveau attribué à Vivaldi - Anciennement RV Anh 72 d'auteur anonyme |
| (Anh 76) RV 808 (inc.)       |             | Concerto in do maggiore per violino, organo, archi e basso continuo / Concerto en do majeur, pour violon, orgue, cordes et basse continue → RV 808 | - Réattribué à Vivaldi par Federico Maria Sardelli - Concerto incomplet |
| Anh 77                       |             | « Die getreue Alceste » Dramma per musica in tre atti / Opera seria en trois actes | - Livret (1719) (corago) Berlin (Staatsbibliothek) - Titre et dédicace : Die getreue Alceste. In einer Opera auf dem Hamburgischen Theatro vorgestellet anno 1719. / : Caspar Jakhel - Opéra de Georg Caspar Schürmann - Librettiste : Johann Ulrich von König - Première à Hambourg, au Hamburgischen Schau-Platz am Gänsemarkt le 3 juillet 1719 • cf. Arie diverse RV 749.25 (id.) |
| Anh 78                       |             | « Arianna e Teseo » Dramma per musica in tre atti / Opera seria en trois actes | - Opéra pastiche de Leonardo Leo - Librettiste : Pietro Pariati - Première à Hambourg, au Teatro San Bartolomeo le 26 novembre 1721 |
| Anh 84 (inc.)                |             | « Orlando furioso (it) » (V1) Dramma per musica in tre atti / Opera seria en trois actes d'après le Libretto vénitien | - Il est à noter que le catalogue Ryom ne retient qu'une seule référence RV Anh 84 - Opéra de Giovanni Alberto Ristori avec la collaboration de Vivaldi dont c'est la première contribution (V1/L1) au personnage des Livrets de Braccioli - Libretto (L1) de Grazio Braccioli d'après Orlando furioso de L'Arioste - Pour sept solistes (sssaaab) ou (ssssaab) et chœur (SATB) - La musique est incomplète, seuls les deux premiers Actes ont survécu dans le Manuscrit turinois - On y retrouve les Récitatifs originaux, quelques airs et quelques morceaux d'airs incomplets - Première (V1) à Venise au Teatro Sant'Angelo, le 9 novembre 1713 - Il y aura une nouvelle création en 1714 (V1/L2) sur un nouveau Livret (L2) de Braccioli qui sera un échec, cf. RV 727 - Suivi d'une vaine tentative d'amélioration (V2/L2), quelques jours après, cf. RV 727[B] - Et enfin, retour dans l'urgence (V2/L1) au Libretto (L1) de l'opéra d'origine, un mois après, mais sans les compositions de Ristori, cf. RV 819, version réattribuée à Vivaldi en 2012 par Federico Maria Sardelli, Ex RV Anh 84[B] - Vivaldi aurait peut-être participé (activement?) aux pastiches (V3)? d'Antonio Bioni de 1724 à Prague puis de 1725 à Wrocław, cf. RV Anh 52 - Reprise (V4)? de la version (V2/L1), à Bruxelles (par Vivaldi?), en mai 1727 RV Anh deest avec quelques nouveaux airs - En 1727, Vivaldi composera une nouvelle et dernière version (V5), cf. RV 728 - En 1735, une version (V6)? jouée à Brno, est une reprise de la version (V3)? de Bioni. Elle pourrait être la dernière participation (active?) de Vivaldi à l'œuvre de Braccioli, cf. RV Anh 127.21 - De nombreux autres pastiches seront créés de 1720 à 1746 par plusieurs autres compositeurs, avec des emprunts d'Aria aux différentes versions de Vivaldi, mais sans sa participation : |
| (Anh 84) [B] RV 819 (inc.)   |             | « Orlando furioso » (Orlando, V2) Dramma per musica in tre atti / opera seria en trois actes → RV 819 | - Il est à noter que le catalogue Ryom ne retient qu'une seule référence RV Anh 84 - Opéra autrefois attribué à Giovanni Alberto Ristori puis réattribué à Vivaldi en 2012 par Federico Maria Sardelli |
| (Anh 86) RV 817              |             | Concerto in la maggiore per violino, archi e basso continuo / Concerto en la majeur, pour violon, cordes et basse continue → RV 817 | - Réattribué à Vivaldi en 2012 par Federico Maria Sardelli |
| (Anh 87) RV 814 (inc.)       |             | Concerto in sol maggiore per violino, violoncello, archi e basso continuo / Concerto en sol majeur, pour violon, violoncelle, cordes et basse continue → RV 814 | - Œuvre incomplète et réattribuée à Vivaldi |
| Anh 88 (RV 696) (perd.)      |             | « Alvilda, regina dè Goti » (Alvilda Konigin in Gothland) Dramma per musica in tre atti / Opera seria en trois actes d'après le Libretto praguois de 1731 | - Attribution éronnée, ex RV 696 - Musique perdue, pour huit solistes (sssaattb) et Chœur (SATB)? - Opéra pastiche, peut-être d'Antonio Denzio, reprenant des airs de Vivaldi, principlement de Dorilla in Tempe RV 709A de 1726, L'inganno trionfante in amore RV 721 de 1725, et de Rosilena ed Oronta RV 730 de 1728 - Textes adaptés de L’amor generoso d'Apostolo Zeno et de L’amazzone corsara de Giulio Cesare Corradi |
| Anh 89 (RV 698) (perd.)      |             | « Aristide » Drama eroi-comico per musica in un atto (o due parte)* / intermezzo théâtral en un acte (ou en deux parties)* d'après le Libretto venitien de 1735 | - Musique perdue - Attribution éronnée d'après Piero Weiss, ex RV 698 |
| Anh 90 (perd.)               |             | « Armida al campo d'Egitto » (V5) Dramma per musica (Pasticcio) in tre atti / Opera seria (pastiche) en trois actes d'après le Libretto vénitien de 1731 | - Livret, 1731 Venise (Biblioteca della Casa di Goldoni) - Titre : Armida al campo d'Egitto, drama per musica da rappresentarsi nel teatro di S. Margarita. Il carnovale dell'anno 1731 - Cinquième version autrefois attribuée à Vivaldi, d'auteur inconnu - Pastiche composé d'Arie de Vivaldi et de plusieurs autres compositeurs non identifiés (nv) - Musique perdue |
| Anh 92 (RV 777) (perd.)      |             | « Il giorno felice » (La fida ninfa, V2) Dramma per musica in tre atti / Opera seria en trois actes d'après le Libretto viennois de 1737 | - Attribution erronée, ex RV 777 - Pour six solistes (?) et chœur (?) - Librettiste : Francesco Scipione Maffei - Reprise de l'opéra de Vivaldi La fida ninfa RV 714 de 1732, par un compositeur inconnu, sous le nouveau titre d'Il giorno felice - Musique perdue, mais de nombreux Arie semblent empruntés à la version de Vivaldi |
| Anh 94 (RV 753)              |             | « Prendea con man di latte » Cantata per soprano e basso continuo / Cantate pour soprano et basse continue | - Pour Soprano solo (s) - Attribution erronée d'après Colin Timms en 1985, ex RV 753 - l'auteur probable est Giuseppe Boniventi avec qui Vivaldi collabora pour Filippo, Re di Macedonia, RV 715 de 1720 - Texte d'auteur inconnu, utilisé dans la cantate en sol mineur du même nom de Francesco Bartolomeo Conti |
| Anh 95/1 (RV 54)             | Op. 13 No.1 | Sonata in do maggiore per musette (o viella, o flauto, o oboe, o violino) e basso continuo / Sonate en do majeur, pour musette (ou vièle, ou flûte, ou hautbois, ou violon) et basse continue | - Attribution erronée (Vivaldi noté sur le Manuscrit) - Œuvres de Nicolas Chédeville publiées sous le nom de Vivaldi, selon un accord secret signé avec Jean-Noël Marchand - Longtemps attribuées à Vivaldi |
| Anh 95/2 (RV 55)             | Op. 13 No.5 | Sonata in do maggiore per musette (o viella, o flauto, o oboe, o violino) e basso continuo / Sonate en do majeur, pour musette (ou vièle, ou flûte, ou hautbois, ou violon) et basse continue | - Œuvre de Nicolas Chédeville publiée sous le nom de Vivaldi - Pour le second mouvement, cf. Concerto RV Anh 65.III |
| Anh 95/3 (RV 56)             | Op. 13 No.2 | Sonata in do maggiore per musette (o viella, o flauto, o oboe, o violino) e basso continuo / Sonate en do majeur, pour musette (ou vièle, ou flûte, ou hautbois, ou violon) et basse continue | - Œuvre de Nicolas Chédeville publiée sous le nom de Vivaldi - Pour le second mouvement, cf. Concerti RV 185.IV, RV 188.III et RV 447.III. Voir aussi le dernier mouvement de l'Ouverture d'Ottone in Villa RV 729A.0.III |
| Anh 95/4 (RV 57)             | Op. 13 No.3 | Sonata in sol maggiore per musette (o viella, o flauto, o oboe, o violino) e basso continuo / Sonate en sol majeur, pour musette (ou vièle, ou flûte, ou hautbois, ou violon) et basse continue | - Œuvre de Nicolas Chédeville publiée sous le nom de Vivaldi - Pour le deuxième mouvement, cf. Concerto RV 259.I |
| Anh 95/5 (RV 58)             | Op. 13 No.6 | Sonata in sol minore per musette (o viella, o flauto, o oboe, o violino) e basso continuo / Sonate en sol mineur, pour musette (ou vièle, ou flûte, ou hautbois, ou violon) et basse continue | - Œuvre de Nicolas Chédeville publiée sous le nom de Vivaldi - Pour le second mouvement, cf. Concerto RV 316.I ou RV 316a.I |
| Anh 95/6 (RV 59)             | Op. 13 No.4 | Sonata in la maggiore per musette (o viella, o flauto, o oboe, o violino) e basso continuo / Sonate en la majeur, pour musette (ou vièle, ou flûte, ou hautbois, ou violon) et basse continue | - Œuvre de Nicolas Chédeville publiée sous le nom de Vivaldi - Pour le second mouvement, cf. Concerto RV Anh 65.I |
| Anh 96 (RV 132)              |             | Sinfonia in mi maggiore per archi e basso continuo / Sinfonia en mi majeur, pour cordes et basse continue | Inclus dans le Breitkopf-Katalog (1762-1787) comme étant de Vivaldi - Attribution erronée (Vivaldi noté sur le Manuscrit) - Œuvre de Johann Gottlieb Janitsch |
| Anh 97 (RV 13)               |             | Sonata in re minore per violino e basso continuo / Sonate en ré mineur, pour violon et basse continue - I. Adagio | - Attribution incertaine - Œuvre probable de Johan Helmich Roman |
| Anh 98 (RV 776)              |             | Sonata in sol maggiore per violino e basso continuo / Sonate en sol majeur, pour violon et basse continue | Probable pastiche de Johann Georg Pisendel - Le premier mouvement est de Vivaldi, cf. Sonate RV 22.III et Concerto RV 212a.II - Le troisième mouvement est une composition de Giovanni Battista Somis - Les autres mouvements sont empruntés à la Sonate G.27 de Giuseppe Tartini ou sont d'auteur anonyme selon les sources - Voir la seconde version RV Anh 98[B] avec deux mouvements identiques |
| Anh 98 [B]                   |             | Sonata in sol maggiore per violino e basso continuo / Sonate en sol majeur, pour violon et basse continue | - Autre pastiche de Johann Georg Pisendel - Pour le troisième mouvement • cf. Sonate RV 22.I • cf. Concerto RV 294.II - Les mouvements II et IV de Giuseppe Tartini, sont identiques à ceux de la première version RV Anh 98 |
| Anh 99 (RV 49)               |             | Sonata in re minore per flauto traversiere e basso continuo / Sonate en ré mineur, pour flûte traversière et basse continue | Doutes sur l'authenticité - Attribution (Vivaldi noté sur le Manuscrit) probablement erronée - Auteur inconnu - Publié dans IV sonate per flauto traversiere e basso, No.3, Florence (1986) |
| Anh 100 (RV 50)              |             | Sonata in mi minore per flauto traversiere e basso continuo / Sonate en mi mineur, pour flûte traversière et basse continue | - Doutes sur l'authenticité - Attribution (Vivaldi noté sur le Manuscrit) probablement erronée - Auteur inconnu - Publié dans IV sonate per flauto traversiere e basso, No.2, Florence (1986) |
| Anh 101 (RV 80)              |             | Sonata in sol maggiore per due flauti traversieri e basso continuo / Sonate en sol majeur, pour deux flûtes traversières et basse continue | - Attribution erronée (Vivaldi noté sur le Manuscrit) depuis 2007 d'après Federico Maria Sardelli - Auteur inconnu |
| Anh 102 (RV 89)              |             | Concerto in re maggiore per flauto traversiere, due violini e basso continuo / Concerto en ré majeur, pour flûte traversière, deux violons et basse continue | Attribution (Vivaldi noté sur le Manuscrit) probablement erronée - Autre auteur inconnu |
| Anh 103 (RV 102)             |             | Concerto in sol maggiore per flauto traversiere, due violini e basso continuo / Concerto en sol majeur, pour flûte traversière, deux violons et basse continue | - Inclus au catalogue du Collegium Wilhelmitanum de Strasbourg (1742-1783) - Attribution erronée (Vivaldi noté sur le Manuscrit) - Auteur inconnu |
| Anh 104 (RV 175)             |             | Concerto in do maggiore per violino, archi e basso continuo / Concerto en do majeur, pour violon, cordes et basse continue | - Attribution erronée, auteur inconnu |
| Anh 106 (RV 274)             |             | Concerto in mi minore per violino, archi e basso continuo / Concerto en mi mineur, pour violon, cordes et basse continue | Attribution erronée (Vivaldi noté sur le Manuscrit), pour des raisons stylistiques - Peut être une des premières compositions de Vivaldi (ca.1700) |
| (Anh 107) RV 355             |             | Concerto in la minore per violino, archi e basso continuo / Concerto en la mineur, pour violon, cordes et basse continue → RV 355 | - Concerto réattribué à Vivaldi en 2007 |
| (Anh 107a) RV 355a           |             | Sonata in la minore per violino, archi e basso continuo / Sonate en la mineur, pour violon, cordes et basse continue → RV 355a | - Œuvre également réattribuée à Vivaldi en 2007 |
| Anh 108 (RV 385)             |             | Concerto in si minore per violino, archi e basso continuo / Concerto en si mineur, pour violon, cordes et basse continue | - Manuscrit (1740-1760) Schwerin (Mecklenburgische Landesbibliothek) - Attribution (Vivaldi noté sur le Manuscrit) probablement erronée - Auteur inconnu |
| Anh 109 (RV 426)             |             | Concerto in re maggiore per flauto traversiere, archi e basso continuo / Concerto en ré majeur, pour flûte traversière, cordes et basse continue | Attribution (Vivaldi noté sur le Manuscrit) douteuse - Auteur inconnu |
| (Anh 110) RV 456             |             | Concerto in fa maggiore per oboe, archi e basso continuo / Concerto en fa majeur, pour hautbois, cordes et basse continue → RV 456 | - Réattribué en 2011 à Vivaldi |
| Anh 111 (RV 459) (inc.)      |             | Concerto in sol minore per oboe, archi e basso continuo / Concerto en sol mineur, pour hautbois, cordes et basse continue | - Attribution erronée (Vivaldi noté sur le Manuscrit), ex RV 459 - Auteur anonyme - Concerto incomplet, il manque le dernier mouvement et les deux premiers comportent des ommissions - Il a été partiellement reconstruit en 2012 |
| Anh 112 (RV 586)             |             | « Missa Sacrum » Messa in do maggiore per quattro soli, coro misto, (due trombe), archi e basso continuo / Messe en do majeur, pour quatre solistes, chœur mixte, cordes et basse continue | Attribution erronée, ex RV 586 - Auteur inconnu, le Manuscrit provient de l'église St. Matthias à Wrocław (Breslau) en Silésie - Pour quatre solistes (satb) et un chœur mixte à quatre voix (SATB) - Ajout de deux clarinettes ou de deux trompettes* |
| Anh 114 (RV 614)             |             | « Laudate Dominum omnes gentes » Offertorio in fa maggiore per coro misto, due violini, due corni e basso continuo / Offertoire en fa majeur, pour chœur mixte, deux violons, deux cors et basse continue | - Manuscrit (XVIIIe siècle) Varsovie (Biblioteka Uniwersytecka) - Attribution erronée, ex RV 614 - Œuvre d'auteur anonyme - Pour Chœur mixte (SATB) et selon les sources, avec des parties pour deux solistes (sa)* |
| Anh 116 (perd.)              |             | « Il Padre Sacrificator della Figlia, ovvero Jefte » Oratorio (Pasticcio) in due parte / Oratorio seria (pastiche) en deux parties | - Oratorio pastiche, sur un Libretto de Domenico Canavese - Musique perdue - Compositions de Pallucci, Giuseppe Orlandini, Francesco Gasparini, Giovanni Porta, Jean-Baptiste Stuck, Francesco Mancini, Vivaldi, Alessandro Scarlatti, Stefano Landi, Francesco Maria Veracini et d'auteurs anonymes - Première à Florence, en 1719 - Pour l'Aria II.(i), Senti come nel boschettor • cf. Arie diverse RV 749.20 |
| Anh 117                      |             | « Andromeda liberata » Serenata (Pasticcio) in due parte / Sérénade (pastiche) en deux parties | - Sérénade pastiche et œuvre collective - Avec la participation d'Antonio Vivaldi, Tomaso Albinoni, Giovanni Porta, Antonio Lotti et peut-être Nicola Porpora, Antonino Biffi ou Giovanni Antonio Brusa - Libretto de Vincenzo Cassani - Première à Venise, probablement à l'Accademia dei Nobili, 18 septembre 1726 |
| Anh 122 (perd.)              |             | « Orlando furioso » Dramma per musica (Pasticcio) in tre atti / Opera seria (pastiche) en trois actes | - Opéra pastiche de Georg Caspar Schürmann reprenant quelques airs empruntés aux opéras Orlando furioso (V1) RV Anh 84 et (V2) RV 819 de 1714, de Giovanni Alberto Ristori et Vivaldi ainsi que d'autres airs d'autres compositeurs - Les Récitatifs sont peut-être ceux composés par Vivaldi (?) - Musique perdue - Pour sept solistes (sssa??b) et chœur (SATB)? - Libretto (L1) de Grazio Braccioli d'après Orlando furioso de L'Arioste - Première à Brunswick, au Teatro Braunschweig en 1722 - Pour les mouvements notés (A) voir la version (V1) RV Anh 84 de 1713 de Ristori et Vivaldi - Pour les mouvements notés (B) voir la version (V2) RV 819 ex. RV Anh 84[B] de 1714 de Vivaldi |
| Anh 127                      |             | Elenco di titoli che sono stati erroneamente attribuiti a Antonio Vivaldi / Opéras attribués à tort à Antonio Vivaldi | |
| Anh 127.15                   |             | « Nerone fatto Cesare » (V2) Dramma per musica (Pasticcio) in tre atti / Opera seria (pastiche) en trois actes d'après le Libretto bressan de 1716 | - Attribution erronée - Opéra pastiche, probablement arrangé par Pietro Denzio - Reprise du pastiche de 1715 de Vivaldi RV 724 avec de nouveaux mouvements notés (nv), empruntés à plusieurs opéras (majoritairement de 1713 à 1715) - Pour huit solistes (sss??a??) - Musique perdue |
| Anh 127.17 (perd.)           |             | « Orlando finto pazzo » Dramma per musica in tre atti / Opera seria en trois actes | - Il y aurait eu une reprise (?) de l'opéra Orlando finto pazzo par un auteur anonyme, d'après le musicologue Remo Giazotto - Selon Reinhard Strohm, il s'agirait d'une version d'Orlando furioso de 1714, cf. RV Anh 127.19 - Musique et Libretto perdus - Première à Venise le 18 octobre 1716 (?) - Voir les versions de Vivaldi (V2) RV 727 et (V3) RV 727[B] de 1714 à Venise |
| Anh 127.18                   |             | « Orlando » Dramma per musica in tre atti / Opera seria en trois actes d'après le Libretto et le Manuscrit londoniens de 1732 | - Attribution erronée - Opéra de Georg Friedrich Haendel redécouvert en 1922 à Halle |
| Anh 127.19                   |             | « Orlando furioso » Dramma per musica in tre atti / Opera seria en trois actes | - Probable reprise de l'opéra Orlando furioso par un auteur anonyme, d'après Reinhard Strohm - Selon Remo Giazotto, il s'agissait plutôt d'une reprise d'Orlando finto pazzo de 1714, cf. RV Anh 127.17 |
| Anh 127.20 (perd.)           |             | « Orlando furioso » Dramma per musica (Pasticcio) in tre atti / Opera seria (pastiche) en trois actes d'après le Libretto mantouan de 1725 | - Nouvel opéra pastiche d'Orazio Pollarolo sur le Libretto (L1) de Grazio Braccioli d'après Orlando furioso de L'Arioste - Musique perdue - Probables reprises de compositions de Vivaldi et de Ristori ainsi que d'autres compositeurs (œuvres jouées de 1719 à 1723, la plupart à Bologne) - Quelques airs sont d'auteurs non identifiés ou ont peut-être été composés par Pollarolo lui-même |
| Anh deest (127.20B) (perd.)  |             | « Orlando furioso » (V4?) Dramma per musica in tre atti / Opera seria en trois actes d'après le Libretto (L1) belge de 1727 | - Reprise (V4/L1) des opéras Orlando furioso (V1) RV Anh 84 et (V2) RV 819 de 1714, de Giovanni Alberto Ristori et Vivaldi - Pour sept solistes (s???aat) et chœur (SATB)? - Auteur anonyme, peut-être Antonio Peruzzi le directeur de la troupe théâtrale - Participation d'un ou des deux compositeurs incertaine |
| Anh 127.21 (perd.)           |             | « Orlando furioso » (Der rasende Orland) (V6?) Dramma per musica (Pasticcio) in tre atti / Opera seria (pastiche) en trois actes d'après le Libretto (L1) morave de 1735 | - Nouvelle version (V6 / L1) allégée de l'opéra pastiche d'Antonio Bioni Orlando furioso RV Anh 52 - Vivaldi pourrait en être l'auteur, mais sa participation active est incertaine - Pour six solistes (saaatt) - Première à Brno au Teatro Novissimo della Taverna, le 18 janvier 1735 avec des intermèdes composés par Domenico Natale Sarro |
| Anh 127.22 (perd.)           |             | « Orlando furioso » Dramma per musica in tre atti / Opera seria en trois actes | - Reprise de l'opéra de Ristori et Vivaldi Orlando furioso RV Anh 84 par un auteur anonyme - Première à Bergame, pour le Carnaval de 1738 |
| Anh 127.23 (perd.)           |             | « Orlando furioso » Dramma per musica (Pasticcio) in tre atti / Opera seria (pastiche) en trois actes d'après le Libretto vicentin de 1738 | - Pastiche d'auteur anonyme, d'après l'opéra de Ristori et Vivaldi Orlando furioso RV Anh 84 - Quelques airs sont empruntés à l'œuvre ainsi qu'à d'autres compositeurs - Pour cinq solistes (s??at) et Chœur (SATB)? - Musique perdue - Première à Vicence en 1738 - Reprise en 1740 à Este, avec quelques nouveaux airs, cf. Orlando furioso RV Anh 127.24 - Autres reprises en 1741 à Bassano RV Anh 127.25 et en 1746 à Venise RV Anh 127.26 - Pour les mouvements notés (A?), emprunt possible à Orlando furioso (V1) de 1713, RV Anh 84 - Pour les mouvements notés (B?), emprunt possible à Orlando furioso (V2) de 1714, RV 819.I.(viii) ex RV Anh 84[B] - Emprunts possibles également à Orlando (furioso) (V5) de 1728, RV 728 |
| Anh 127.24 (perd.)           |             | « Orlando furioso » Dramma per musica (Pasticcio) in tre atti / Opera seria (pastiche) en trois actes d'après le Libretto estensi de 1740 | - Reprise de l'opéra pastiche RV Anh 127.23, probablement par Pietro Mauro, ténor, impresario et neveu de Vivaldi - Les nouveaux airs sont notés (nv) et semblent pour la plupart empruntés à Vivaldi - Pour cinq solistes (????t) et Chœur (SATB)? - Première à Este, au Teatro Grillo en 1740 - Voir la version RV Anh 127.23 pour les renvois déjà indiqués - Pour les mouvements notés (A?), emprunt possible à Orlando furioso (V1) de 1713, RV Anh 84 |
| Anh 127.25 (perd.)           |             | « Orlando furioso » Dramma per musica (Pasticcio) in tre atti / Opera seria (pastiche) en trois actes d'après le Libretto bassanien de 1741 | - Nouvelle reprise des pastiches RV Anh 127.23 de 1738, et RV Anh 127.24 de 1740, à nouveau par Pietro Mauro, ténor, impresario et neveu de Vivaldi |
| Anh 127.26 (perd.)           |             | « Orlando furioso » Dramma per musica (Pasticcio) in tre atti / Opera seria (pastiche) en trois actes d'après le Libretto vénitien de 1746 | - Livret 1746 (corago) Milan (Biblioteca Nazionale Braidense) - Titre : Orlando furioso, dramma per musica da rappresentarsi nel Teatro Giustiniano a S. Moisè il carnovale dell'anno 1745/6 M.V. - Nouvelle reprise d'auteur anonyme, des pastiches RV Anh 127.23 de 1738, RV Anh 127.24 de 1740 et RV Anh 127.25 de 1741 - Mise en scène de Giovanni Battista Moretti - Les nouveaux airs sont notés (nv) - La plupart de ces airs proviennent d'œuvres non identifiées ou sont des nouvelles compositions, peut-être de l'auteur du pastiche - Pour cinq solistes (????t) et Chœur (SATB)? - Première à Venise, au Teatro Giustiniano a S. Moisé le 26 décembre 1745, avec l'intermède La vedova ingegnosa e Tabarano. Traditionnellement la période du 26 au 31 décembre est rattachée à la programmation de l'année suivante, ici 1746 - Voir les versions RV Anh 127.23, RV Anh 127.24 et RV Anh 127.25 pour les renvois déjà indiqués - Pour les mouvements notés (A?), emprunt probable à Orlando furioso (V1) de 1713, RV Anh 84 de Vivaldi et Giovanni Alberto Ristori |
| Anh 127.29                   |             | « Rosmira » Dramma per musica (Pasticcio) in tre atti / Opera seria (pastiche) en trois actes | - Opéra pastiche de Leonardo Vinci - Libretto de Silvio Stampiglia, traduit par Franz Joseph Karl Pircker |
| Anh 127a                     |             | Elenco di titoli che sono stati erroneamente attribuiti a Antonio Vivaldi / opéras attribués à tort à Antonio Vivaldi | |
| Anh 127a.1                   |             | « Achille in Sciro » Dramma per musica (Pasticcio) in tre atti / Opera seria (pastiche) en trois actes | - Opéra pastiche d'un compositeur anonyme - Libretto d'Ippolito Bentivoglio (?) - Première à Prague, au Teatro Sporck le 14 avril 1727 |
| Anh 127a.2                   |             | « Amor, odio e pentimento » Dramma per musica (Pasticcio) in tre atti / Opera seria (pastiche) en trois actes | - Opéra de Giovanni Porta - Libretto de Francesco Passarini - Première à Graz, au Teatro al Tummel-Plaz pour le Carnaval de 1740 |
| Anh 127a.6                   |             | « Arminio » Dramma per musica in tre atti / Opera seria en trois actes | - Livret 1725 (corago) Milan (Biblioteca Nazionale Braidense) - Titre : Arminio. Drama per musica da rappresentarsi in Firenze nel Teatro di via della Pergola nel estate dell'anno 1725. Sotto la protezione dell'altezza reale di Gio. Gastone I gran duca di Toscana. - Firenze : Fabio Benedetto Maria Verdi, 1725 - Opéra d'auteur anonyme avec de nombreux emprunts aux opéras de Vivaldi - Libretto d'Antonio Salvi - Première à Florence au Teatro della Pergola en 1725 |
| Anh 127a.7                   |             | « Arrenione » Dramma per musica (Pasticcio) in tre atti / Opera seria (pastiche) en trois actes | - Opéra pastiche de Giovanni Mari Ruggieri - Libretto de Francesco Silvani - Première à Prague, au Teatro Sporck le 20 novembre 1726 |
| Anh 127a.9                   |             | « Ciro riconosciuto » Dramma per musica (Pasticcio) in tre atti / Opera seria (pastiche) en trois actes | - Livret 1739 (corago) Graz (Steiermärkische Landesbibliothek) - Titre : Ciro riconosciuto. Drama per musica da rappresentarsi nel nuovo Teatro al Tummel-Platz in Graz nella primavera dell'anno 1739. / Graz : eredi Widmanstadj - Opéra pastiche d'auteur anonyme - Libretto de Pietro Metastasio - Première à Graz, au Tummelplatz, en avril 1739 |
| Anh 127a.12                  |             | « Ernelinda » Dramma per musica (Pasticcio) in tre atti / Opera seria (pastiche) en trois actes | - Opéra pastiche de Francesco Gasparini - Avec Giuseppe Maria Orlandini, Giovanni Maria Bononcini et Francesco Mancini - Libretto de Francesco Silvani - Première au Teatro d'Hay-Market de Londres, en 1713 - Reprise le 16 novembre 1715 (1714?) sur le même lieu |
| Anh 127a.13                  |             | « Ezio » Dramma per musica (Pasticcio) in tre atti / Opera seria (pastiche) en trois actes | - Livret 1730 (corago) Milan (Biblioteca Nazionale Braidense) - Titre : Ezio. Drama per musica da rappresentarsi nel Regio Ducal Teatro di Milano nel carnovale del 1730. Dedicato a sua eccellenza il signor Wirico Filippo Lorenzo conte di Daun, principe di Tiano etc. etc. governatore e capitano generale dello Stato di Milano etc. / Milano : Giuseppe Vigone - Opéra pastiche de Luca Antonio Predieri - Libretto de Pietro Metastasio - Première à Milan |
| Anh 127a.14                  |             | « Farbe macht die Königin » Dramma per musica (Pasticcio) in tre atti / Opera seria (pastiche) en trois actes | - Opéra pastiche de Leonhard Fischer - et Georg Friedrich Haendel, Johann Adolf Hasse et →Leonardo Vinci - Libretto de Johann Mathias Dreyer - Première à Hambourg, au Theater am Gänsemarkt le 10 octobre 1737 |
| Anh 127a.15                  |             | « Farnace » Dramma per musica (Pasticcio) in tre atti / Opera seria (pastiche) en trois actes | - Opéra pastiche d'auteur anonyme, avec des compositions de Leonardo Vinci et d'Antonio Vivaldi - Libretto d'Antonio Maria Lucchini - Première à Florence, au Teatro della Pergola le 26 décembre 1725. Traditionnellement la période du 26 au 31 décembre est rattachée à la programmation de l'année suivante, ici 1726 |
| Anh 127a.18                  |             | « Die Gecrönte Beständigkeit » Serenata (Pasticcio) / Sérénade (pastiche) d'après le Livret hambourgeois | - Attribution erronée d'après Hans Joachim Marx - Sérénade pastiche d'auteur inconnu, reprenant pour un tiers, des airs de Vivaldi - Première à Hambourg, au Hiesigem Theatro en 1726 |
| Anh 127a.21                  |             | « Hochzeit der Statira, Königin von Persien » Dramma per musica (Pasticcio) in tre atti / Opera seria (pastiche) en trois actes | - Opéra de Johann Adolf Hasse - et de Nicola Porpora et Conrad Friedrich Hurlebusch - Libretto de Gerolamo Frigimelica Roberti et Christoph Gottlieb Wendt - Première à Hambourg, au Theater am Gänsemarkt |
| Anh 127a.22                  |             | « » Dramma per musica (Pasticcio) in tre atti / Opera seria (pastiche) en trois actes | - Opéra pastiche de ?? |
| Anh 127a.23                  |             | « Lucio Papirio Dittatore » Dramma per musica (Pasticcio) in tre atti / Opera seria (pastiche) en trois actes | - Opéra pastiche de Francesco Zoppis - Libretto d'Apostolo Zeno traduit par Franz Joseph Karl Pircker - Première à Graz, au Nuovo Teatro al Tummel-Plaz à l'automne 1739 |
| Anh 127a.25                  |             | « Lucio Papirio » Dramma per musica in tre atti / Opera seria en trois actes | - Opéra de Giuseppe Maria Orlandini et Francesco Feo - Libretto d'Antonio Salvi - Première à Naples au Teatro San Bartolomeo, le 11 décembre 1717 - Reprise en 1718 à Bologne |
| Anh 127a.26                  |             | « Lucio Vero, imperatore di Roma » Dramma per musica (Pasticcio) in tre atti / Opera seria (pastiche) en trois actes | - Opéra pastiche de compositeur anonyme (peut-être Georg Friedrich Haendel?) - Libretto d'Apostolo Zeno d'après l'histoire de Lucius Aurelius Verus, empereur de Rome |
| Anh 127a.29                  |             | « Ormisda » Dramma per musica in tre atti / Opera seria en trois actes | - Opéra de Bartolomeo Cordans - Libretto d'Apostolo Zeno - Première à Venise, au Teatro San Cassiano en décembre 1728 |
| Anh 127a.30                  |             | « Penelope la casta » Dramma per musica (Pasticcio) in tre atti / Opera seria (pastiche) en trois actes | - Opéra pastiche d'auteur anonyme - Libretto de Matteo Noris - Première à Prague, au Teatro Sporck à l'automne 1730 |
| Anh 127a.31                  |             | « Il più fedel fra vassalli » Dramma per musica (Pasticcio) in tre atti / Opera seria (pastiche) en trois actes | - Opéra pastiche d'auteur anonyme - Pour cinq solistes (s?aat) - Libretto de Francesco Silvani - Première à Prague, au Teatro Sporck à l'automne 1733 |
| Anh 127a.32                  |             | « Praga nascente da Libussa e Primislao » Dramma per musica (Pasticcio) in tre atti / Opera seria (pastiche) en trois actes | - Opéra pastiche d'auteur anonyme - Libretto d'Antonio Denzio - Première à Prague, au Teatro Sporck au printemps 1734 |
| Anh 127a.33                  |             | « La Pravità castigata » Dramma per musica (Pasticcio) in tre atti / Opera seria (pastiche) en trois actes | - Pastiche d'auteur anonyme, peut-être Antonio Caldara - Pour dix solistes (ssaaa??ttb) - Libretto d'Antonio Denzio - Première à Prague, au Teatro Sporck en 1730 - Reprise à Brno en 1734 par Eustachio Bambini |
| Anh 127a.37                  |             | « La Silvia » Drama pastorale (Pasticcio) in tre atti / Opera seria (pastiche) en trois actes | - Livret, 1730 (corago) Milan (Biblioteca Nazionale Braidense) - Titre : La Silvia. Drama pastorale da rappresentarsi nel Teatro Giustinian di S. Moisè l'autunno dell'anno 1730. Dedicato à sua eccellenza il signor Ioseppe conte de Thcernin. / In Venezia, per Carlo Buonarigo, s. d. - Opéra pastiche de Bartolomeo Cordans - Libretto d'Enrico Bissari |
| Anh 127a.46                  |             | « La verità nell'inganno » Dramma per musica (Pasticcio) in tre atti / Opera seria (pastiche) en trois actes | - Opéra pastiche d'auteur anonyme - Libretto de Francesco Silvani |
| Anh 132                      |             | Sonata in re maggiore per violino e basso continuo / Sonate en ré majeur, pour violon et basse continue | - Attribution erronée (Vivaldi noté sur le Manuscrit) |
| Anh 133                      |             | Sonata in re maggiore per violino e basso continuo / Sonate en ré majeur, pour violon et basse continue | - Attribution erronée (Vivaldi noté sur le Manuscrit) |
| Anh 134 (RV 785)             |             | Sonata in re maggiore per violino e basso continuo / Sonate en ré majeur, pour violon et basse continue | - Attribution erronée (Vivaldi noté sur le Manuscrit) depuis 2006, ex RV 785 - Œuvre d'Andrea Zani, Dodici Sonate da camera, Op. 1, No.12 (CogZ.32) |
| Anh 135                      |             | Sonata in re maggiore per violino e basso continuo / Sonate en ré majeur, pour violon et basse continue | - Attribution erronée (Vivaldi noté sur le Manuscrit) |
| Anh 136 (RV 809)             |             | Sonata in do maggiore per flauto diritto e basso continuo / Sonate en do majeur, pour flûte à bec et basse continue | Attribuée (Vivaldi noté sur le Manuscrit) en 2008 puis retirée en 2015, ex RV 809 - Arrangement d'une Sonate pour violon en si bémol majeur de Gaetano Meneghetti par un auteur anonyme - existe aussi arrangée pour violon et basse continue |
| Anh 137                      |             | « La Fedeltà coronata » (Argippo, V3) Dramma per musica (Pasticcio) in tre atti / Opera seria (pastiche) en trois actes | - On distingue aujourd'hui trois versions d'après Michael Talbot (révision de Nicholas Lockey) - Voir les deux premières versions de Vivaldi, version A de 1730 à Vienne RV 697A et version B de 1730 à Prague RV 697B - Troisième version et opéra pastiche arrangé par Antonio Denzio en 1733, parfois attribué à Tommaso Prota - Avec 19 Arie dont six ou sept de Vivaldi, découverts dans les archives de la famille Thurn und Taxis de Ratisbonne |
| Anh 140 (RV 24)              |             | Sonata in sol maggiore per violino e basso continuo / Sonate en sol majeur, pour violon et basse continue | - Attribution erronée (Vivaldi noté sur le Manuscrit), ex RV 24 - Auteur anonyme |
| Anh 141 (RV 464)             | Op. 7 No.7  | Concerto in si♭ maggiore per oboe, archi e basso continuo / Concerto en si bémol majeur, pour hautbois, cordes et basse continue | - Attribution (Vivaldi noté sur le Manuscrit) probablement erronée, ex RV 464 - Auteur inconnu - Second mouvement sans basse continue |
| Anh 142 (RV 465)             | Op. 7 No.1  | Concerto in si♭ maggiore per oboe, archi e basso continuo / Concerto en si bémol majeur, pour hautbois, cordes et basse continue | - Attribution (Vivaldi noté sur le Manuscrit) probablement erronée, ex RV 465 - Auteur inconnu |
| Anh 143 (RV 174) (perd.)     |             | Concerto in do maggiore per violino, archi e basso continuo / Concerto en do majeur, pour violon, cordes et basse continue | - Œuvre perdue, ex RV 174 - Titre présent dans le Catalogo dè soli, duetti, trii de Christian Ulrich Ringmacher (1773) - Attribution erronée (Vivaldi noté sur le Manuscrit), certainement de Carlo Tessarini dont un Concerto correspond à l'incipit du catalogue |
| Anh 144 (RV 116)             |             | Sinfonia in do maggiore per archi e basso continuo / Sinfonia en do majeur, pour cordes et basse continue | - Attribution erronée (Vivaldi noté sur le Manuscrit), ex RV 116 - Auteur inconnu |
| Anh 145 (RV 404)             |             | Concerto in re maggiore per violoncello, archi e basso continuo / Concerto en ré majeur, pour violoncelle, cordes et basse continue | - Attribution (Vivaldi noté sur le Manuscrit) improbable, ex RV 404 - Auteur inconnu |
| Anh 146 (RV 415)             |             | Concerto in sol maggiore per violoncello, archi e basso continuo / Concerto en sol majeur, pour violoncelle, cordes et basse continue | - Attribution erronée (Vivaldi noté sur le Manuscrit), ex RV 415 - Auteur anonyme |
| Anh 147 (RV 672)             |             | « Filli, di gioia » Cantata in fa minore per contralto e basso continuo / Cantate en fa mineur, pour contralto et basse continue | - Pour Contralto solo (A) - Attribution erronée depuis 2006 selon Michael Talbot, ex RV 672 - Texte d'auteur inconnu |
| Anh 148 (RV 673)             |             | « Ingrata Lidia hai vinto » Cantata in mi♭ maggiore per contralto e basso continuo / Cantate en mi bémol majeur, pour contralto et basse continue | - Pour Contralto solo (A) - Attribution erronée depuis 2006 selon Michael Talbot, ex RV 673 - Texte d'auteur inconnu |
| Anh 149 (RV 675)             |             | « Piango, gemo, sospiro » Cantata in re minore per contralto e basso continuo / Cantate en ré mineur, pour contralto et basse continue | - Pour Contralto solo (A) - Attribution erronée depuis 2006 selon Michael Talbot, ex RV 675 - Texte d'auteur inconnu |
| Anh 150 (RV 351) (perd.)     |             | Concerto in la maggiore per violino, archi e basso continuo / Concerto en la majeur, pour violon, cordes et basse continue | - Œuvre perdue, ex RV 351 - Titre présent dans le Catalogo dè soli, duetti, trii de Christian Ulrich Ringmacher (1773) - Attribution probable à Giovanni Meneghetti (it), l'incipit du catalogue correspond à un de ses Concertos |
| Anh 152 (RV 458)             |             | Concerto in fa maggiore per oboe, archi e basso continuo / Concerto en fa majeur, pour hautbois, cordes et basse continue | - Attribution (Vivaldi noté sur le Manuscrit) probablement erronée, ex RV 458 - Auteur inconnu |
| Anh 153 (RV 373)             | Op. 7 No.9  | Concerto in si♭ maggiore per violino, archi e basso continuo / Concerto en si bémol majeur, pour violon, cordes et basse continue | - Attribution (Vivaldi noté sur le Manuscrit) improbable, ex RV 373 - Auteur inconnu |
| Anh 154 (RV 773) (inc.)      |             | Concerto in fa maggiore per violino, archi e basso continuo / Concerto en fa majeur, pour violon, cordes et basse continue | - Attribution (Vivaldi noté sur le Manuscrit) certainement erronée, ex RV 773 - Œuvre probable de Francesco Brusa (it) - Concerto incomplet |
| Anh 155 (RV 122)             |             | Sinfonia in re maggiore per (due oboi, fagotto) archi e basso continuo / Sinfonia en ré majeur, pour cordes et basse continue | - Attribution erronée (Vivaldi noté sur le Manuscrit), ex RV 122 - Auteur inconnu |
| Anh 156 (RV 125) (inc.)      |             | Sinfonia in re maggiore per archi e basso continuo / Sinfonia en ré majeur, pour cordes et basse continue | - Attribution (Vivaldi noté sur le Manuscrit) incertaine, probablement d'un autre compositeur, ex RV 125 - Œuvre incomplète, il manque les parties pour basse continue |
| Anh 157 (RV 137)             |             | Sinfonia in fa maggiore per archi e basso continuo / Sinfonia en fa majeur, pour cordes et basse continue | - Inclus dans le Breitkopf-Katalog (1762-1787) - Attribution (Vivaldi noté sur le Manuscrit) improbable, ex RV 137 - Auteur inconnu |
| Anh deest (RV 172a) (inc.)   |             | Concerto in do maggiore per violino, archi e basso continuo / Concerto en do majeur, pour violon, cordes et basse continue | - Incomplet, seule la partie pour les premiers violons a été retrouvée - Attribution erronée, ex RV 172a - Concerto pastiche avec les deux premiers mouvements repris du Concerto de Vivaldi RV 172 - Le troisième mouvement est de Carlo Tessarini - Un début de quatrième mouvement d'un auteur inconnu complète le Manuscrit |
| Anh deest (RV 275a)          |             | Concerto in mi minore per violino (o flauto traversiere), archi e basso continuo / Concerto en mi mineur, pour violon, cordes et basse continue | - Attribution erronée, ex RV 275a - Le deuxième mouvement est probablement l’œuvre de Christoph Graupner, avec une partie pour violon solo et basse continue - Pour la version originale de Vivaldi, cf. Concerto RV 275 - Voir également la version pour flûte traversière RV Anh deest (RV 430) elle aussi modifiée par Christoph Graupner |
| Anh deest (RV 335/2)         |             | Concerto in la maggiore per violino, archi e basso continuo / Concerto en la majeur, pour violon, cordes et basse continue | - Troisième version, avec un second mouvement Largo, qui est un propre ajout du copiste Johan Helmich Roman emprunté à sa Sinfonia BenR T6.26 - Voir l'adaptation pour deux violons RV Anh deest (RV 518) - Pour la première version de Vivaldi, cf. Concerto RV 335 - Il existe une deuxième version, cf. Concerto RV 335a |
| Anh deest (RV 430)           |             | Concerto in mi minore per flauto traversiere, archi e basso continuo / Concerto en mi mineur, pour flûte traversière, cordes et basse continue | - Attribution erronée, ex RV 430 - Arrangement du Concerto pour violon RV Anh Deest (RV 275a) - Le deuxième mouvement est probablement l’œuvre de Christoph Graupner - Pour la version originale de Vivaldi, cf. Concerto pour violon RV 275 |
| Anh deest (RV 518) RV 335    |             | Concerto in la maggiore per due violini, archi e basso continuo / Concerto en la majeur, pour deux violons, cordes et basse continue | - Attribution erronée, ex RV 518 - Adaptation pour deux violons de l'arrangement de Johan Helmich Roman avec un second mouvement emprunté à sa Sinfonia BenR T6.26 - Pour la version originale de Vivaldi, cf. Concerto RV 335 - Les sources du Concerto RV 518 sont maintenant intégrées au Concerto RV 335 |
| Anh deest (RV 528) RV 381    |             | Concerto in si♭ maggiore per due violini obligati, archi e basso continuo / Concerto en si bémol majeur, pour deux violons obligés, cordes et basse continue | - Authenticité douteuse, ex RV 528 - Adaptation pour deux violons du Concerto pour violon RV 381 - Les sources du Concerto RV 528, sont maintenant intégrées au Concerto RV 381 |
| Anh deest (RV 568/1)         |             | Concerto in fa maggiore per violino, due oboi, due corni, fagotto, archi e basso continuo / Concerto en fa majeur, pour violon, deux hautbois, deux cors, basson, cordes et basse continue | - Deuxième version pastiche du Concerto RV 568, avec le remplacement du second mouvement par celui du Concerto RV 202/2a avec quelques légères altérations - Manipulation probable de Johann Georg Pisendel, ex RV 568/1 |
| Anh deest (RV 592)           |             | « Credo » Credo in sol maggiore a due con coro misto, oboe ad lib, archi e basso continuo / Credo en sol majeur, pour deux solistes, chœur mixte, hautbois (ad lib), cordes et basse continue | - Attribution douteuse, ex RV 592 - Probablement une œuvre de Johann Adolf Hasse, ou selon le second Manuscrit polonais Diogenio Bigaglia* - Pour deux solistes (sa) et chœur mixte à quatre voix (SATB) - Cordes avec altos ténors - Troisième mouvement pour Soprano et Contralto, sans hautbois, avec violons et basse continue |
| Anh deest (RV 699B?) (perd.) |             | « Armida al campo » (V4) Dramma per musica in tre atti / Opera seria en trois actes | - Quatrième version (deest) de Ravenne de 1726 avec ajouts d'Antonio Monteventi à partir de la version B de Mantoue - Antonio Vivaldi ne semble pas être intervenu pour cette adaptation - Pour sept solistes (s?????b) et chœur (?) - Musique et instrumentation inconnues - Librettiste : Giovanni Palazzi - Première (deest) à Ravenne, au Teatro dell'Industria pour le Carnaval de 1726, avec l'ajout d'une œuvre (de 1718), Intermedi di Cocchetta e Don Pasquale en trois intermèdes d'auteur inconnu - Voir les versions RV 699A de 1718, RV 699B de 1718, RV 699C de 1720, RV Anh 90 de 1731 et RV 699D de 1738 |
| Anh deest (RV 717(B) (perd.) |             | « Arianna Imperatrice dell'Oriente o sia Il Giustino » (Giustino, V2) Dramma per musica in tre atti / Opera seria en trois actes d'après le Libretto palermitain de 1726 | - Attribution erronée - Opéra pastiche et reprise (V2) de l'œuvre de Vivaldi Giustino RV 717(A) de 1724, par un compositeur anonyme |
| Anh deest                    |             | Sonata in sol maggiore per violino, archi e basso continuo / Sonate en sol majeur, pour violon, cordes et basse continue | Pastiche de Gasparo Visconti ou du copiste Johann Georg Pisendel - Pour le second mouvement, • cf. Concerto RV 299.II |
| Anh deest (RV 806)           |             | Sonata in sol maggiore per flauto diritto e basso continuo / Sonate en sol majeur, pour flûte à bec et basse continue | - Transcription pour flûte à bec de la Sonate pour violon RV 810 probablement par un autre auteur resté anonyme - Découverte par Federico Maria Sardelli en 2002 et retirée du Catalogue Ryom en 2007, ex RV 806 |

## Sources
- IMSLP, List of works by Antonio Vivaldi ;
- Dardel, Catalogue of Vivaldi's works ;
- Site universitaire de Québec ;
- Classical.net, Classical Music Source ;
- Robert Poliquin (Québec), Catalogue ;
- Klassika, Werke sortiert nach RV ;
- L'Orchestra Virtuale del Flaminio ;
- Bella Brover-Lubovsky, Tonal Space in the Music of Antonio Vivaldi ;
- Sylvie Mamy, Antonio Vivaldi ;
- Michael Talbot, The Vivaldi Compendium ;
- Michael Talbot, Vivaldi's Music for Flute and Recorder ;
- Webnode Classic music ;
- Catalog of Pre-1900 Vocal Manuscripts in the Music Library, University of California, Berkeley ;
- Classical Archives ;
- Hugo A. Di Leonardo, Vivaldi, Il Prete Rosso ;
- Musicologie.org, La Gazette musicale ;
- Musicalics, The Classical Composers Database ;
- Viola d'Amore, Music & Instruments ;
- Opus 31, Vivaldi Antonio ;
- Cecilia Reclaimed, Feminist Perspectives on Gender and Music ;
- Grove Music Online ;
- Paul Everett, Vivaldi, The Four Seasons and Other Concertos, Op. 8 ;
- Nancy Price, The Cellist's Vivaldi ;
- Baroquemusic.it ;
- Archivio della cantata italiana ;
- James and Constance Alsop, The Chamber Cantatas of Antonio Vivaldi.